# Feistritz (Lafnitz)
Die Feistritz ist ein Fluss von 115 Kilometern Länge in der nordöstlichen und östlichen Steiermark.

## Lauf und Landschaft

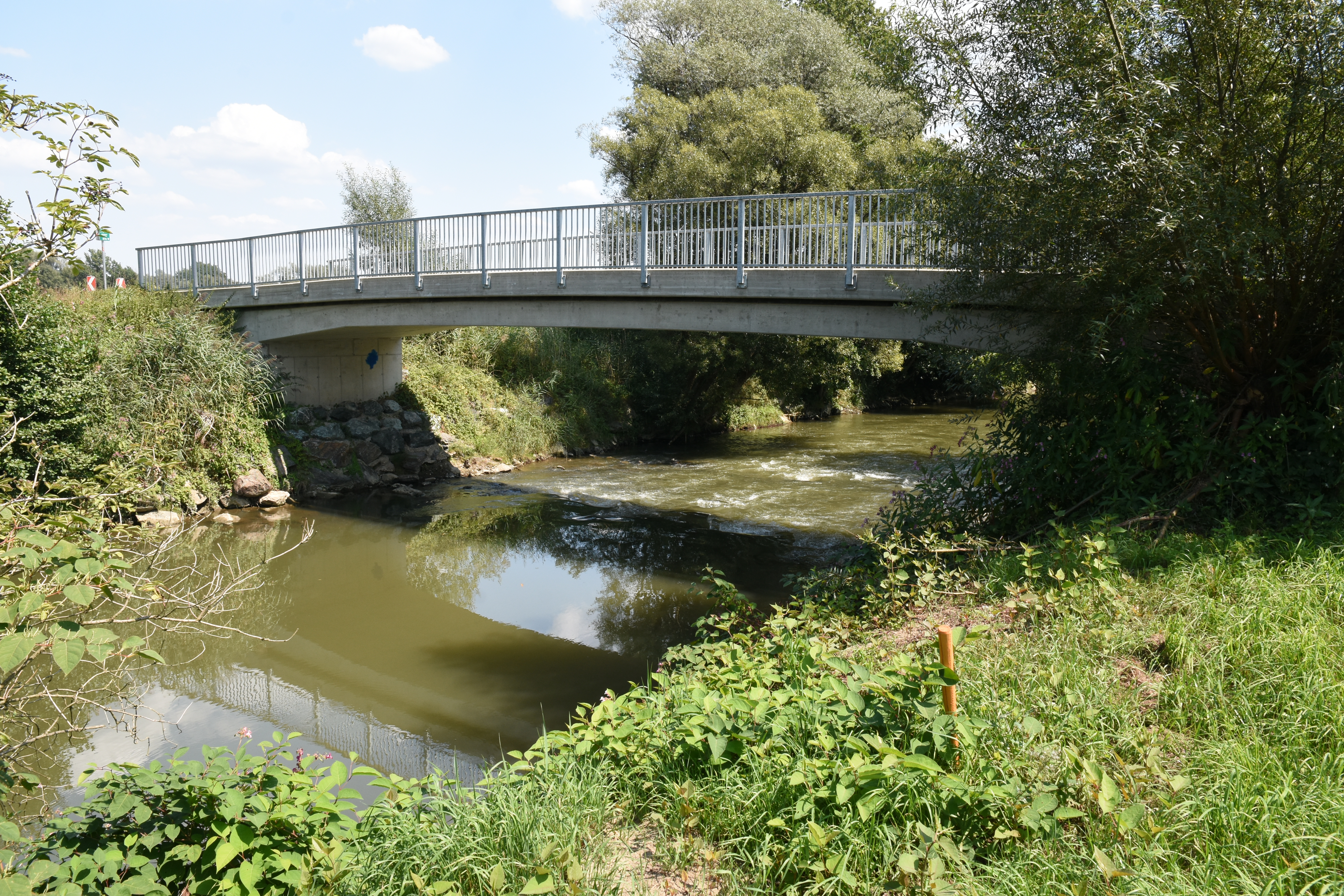
Letzte Feistritzbrücke vor der Mündung in die Lafnitz

Die Feistritz entspringt südlich am Feistritzsattel, westlich des Hochwechsel. Der Quelllauf wird auch Wechselgraben oder Sattelbach genannt, bis er sich mit dem Ambach – vom Schöberlriegel des Wechselstocks – vereinigt.
Die Feistritz fließt dann südwärts bis zur Ortschaft Feistritzwald und westwärts nach Rettenegg. Hier nimmt sie den Pfaffenbach vom Pfaffensattel auf. Bis dorthin wird sie auch Weiße Feistritz genannt, und der Pfaffenbach Schwarze Feistritz, sodass sich auch Angaben eines Quellgebiets bis zum Stuhleck im Westen finden.
Bis etwas unterhalb von Rettenegg, wo sie nach Süden knickt, bildet sie die Westgrenze des Wechselgebiets im weiteren Sinne, dann die zwischen den Fischbacher Alpen im Westen und dem Joglland im Osten. Sie fließt in Folge durch Birkfeld, und bildet, hier mäandrierend, ab dem Naintschbach bis Oberfeistritz (nordöstlich von Weiz), die Ostgrenze des Grazer Berglands. Bis in diese Gegend wird sie auch als Feistritzbach genannt.
Ab Oberfeistritz fließt sie dann primär nach Südosten und wird als Südgrenze des Jogllands zum Oststeirischen Hügelland auch als Grenze der Alpen als Ganzes gesehen. Sie bildet in Folge mehrere Klammlandschaften, wie die Freienbergklamm, die Stubenbergklamm oder die Feistritzklamm. Die Feistritzklamm ist als Natura-2000-Schutzgebiet sowohl nach der Fauna-Flora-Habitat- als auch nach der Vogelschutzrichtlinie ausgewiesen. An einem Felsabhang oberhalb der Feistritzklamm steht an exponierter Stelle der Stammsitz der Herbersteiner, das Schloss Herberstein.
Bei Stubenberg am See wird der etwa 40 Hektar Fläche aufweisende künstliche Badesee Stubenbergsee mit Wasser aus der vorbeifließenden Feistritz gespeist. Hier verlässt die Feistritz endgültig die Alpen und durchquert in ihrem Mittellauf das Oststeirische Hügelland.
Bevor bei Ilz der Ilzbach in die Feistritz mündet, erhebt sich nördlich davon am rechten Ufer das Schloss Feistritz.
Die Feistritz fließt durch Fürstenfeld und bildet dann mit dem Unterlauf etwa die steirisch-burgenländische Grenze, die noch die alten Flussmäander abbildet. Der Fluss mündet, grob 6 km südöstlich von Fürstenfeld und schon im Burgenländischen im Gemeindegebiet von Rudersdorf, von rechts in die Lafnitz, die seit Fürstenfeld nur wenige hundert Meter entfernt parallel zur Feistritz geflossen ist.

## Hydrographie
Die mittlere Wasserführungsmenge der Feistritz beträgt in Maierhofen etwa 7,5 Kubikmeter pro Sekunde.

## Verkehr und Tourismus
Der Feistritztal-Radweg R8 ermöglicht es, auf einer Länge von 85 km dem Flussverlauf von Ratten bis Fürstenfeld zu folgen. Im Abschnitt von Ratten bis Birkfeld nutzt der Radweg auf 17 Kilometern die ehemalige Trasse der Feistritztalbahn. Diese folgt ab Oberfeistritz bis zum aktuellen Endbahnhof in Birkfeld dem Flussverlauf.